# Macromitrium eriomitrium
Macromitrium eriomitrium är en bladmossart som beskrevs av C. Müller 1898. Macromitrium eriomitrium ingår i släktet Macromitrium och familjen Orthotrichaceae. Inga underarter finns listade i Catalogue of Life.